# تنها نیستی (ترانه لینکین پارک)
"تنها نیستی" (به انگلیسی: Not alone) ترانه‌ای از گروه راک آمریکایی لینکین پارک است به سبک پاپ که در ۱۹ ژانویه ۲۰۱۰ به عنوان تک‌آهنگ تبلیغاتی منتشر شد. این ترانه بخشی از آلبوم تلفیقی دانلود برای کمک به هائیتی (به انگلیسی: Download to Donate)است. این آلبوم برای مؤسسهٔ خیریهٔ موسیقی برای امداد رسانی (به انگلیسی: Music for Relief) و در جهت کمک به زلزله زدگان هائیتی در سال ۲۰۱۰ تهیه شد.
در آلبوم دانلود برای کمک به هائیتی هنرمندان زیادی همچون اسلش، انریکه ایگلسیاس، پیتر گابریل، دیو متیوز بند و… با لینکین پارک همکاری کرده‌اند.
دانلود برای کمک به هائیتی با ۱۱۵٬۰۰۰ دانلودی که داشت توانست بیش از ۱۴۸٬۳۵۰ دلار به بازماندگان این حادثه کمک کند.
این آهنگ در ورژن دوم آلبوم دانلود برای کمک به هائیتی که در سال ۲۰۱۱ منتشر شد نیز وجود دارد.
ترانه، چهارمین سینگل تبلیغاتی موفق بعد از نوری که هرگز نمی‌آید، دروغگویی از تو و ناتوان است.

## اجرای زنده
لینکین پارک تاکنون این ترانه را در هیچ‌کدام از کنسرت‌ها و تورهایش اجرا نکرده‌است.

## موزیک ویدئو
موزیک ویدئویی که بیل بوید(به انگلیسی: Bill Boyd) برای این ترانه ساخت نشان می‌دهد که مردم هائیتی چگونه از زلزله جان سالم به در برده‌اند، بعد از زلزله چگونه به زندگی خود ادامه می‌دهند. همچنین امدادرسانی‌ها و همدردی مردمان دیگر از سراسر جهان را نیز به تصویر کشیده‌است. در بین این صحنه‌ها، تصاویری از گروه را هم نشان می‌دهد، چستر بنینگتون در حال خواندن و مایک شینودا در حال ضبط موسیقی و بقیه هم در حال ساخت و تنظیم ترانه هستند. در پایان ویدئو کاور آلبوم روی صفحه نمایش داده می‌شود.
موزیک ویدئو در ۲ مارس ۲۰۱۰ در یوتیوب، آی‌تیونز و مای اسپیس نمایش داده شد.

## رتبه در جدول
ترانه، در هیچ‌کدام از نمودارهای موسیقی قرار ندارد.